# John Lavery

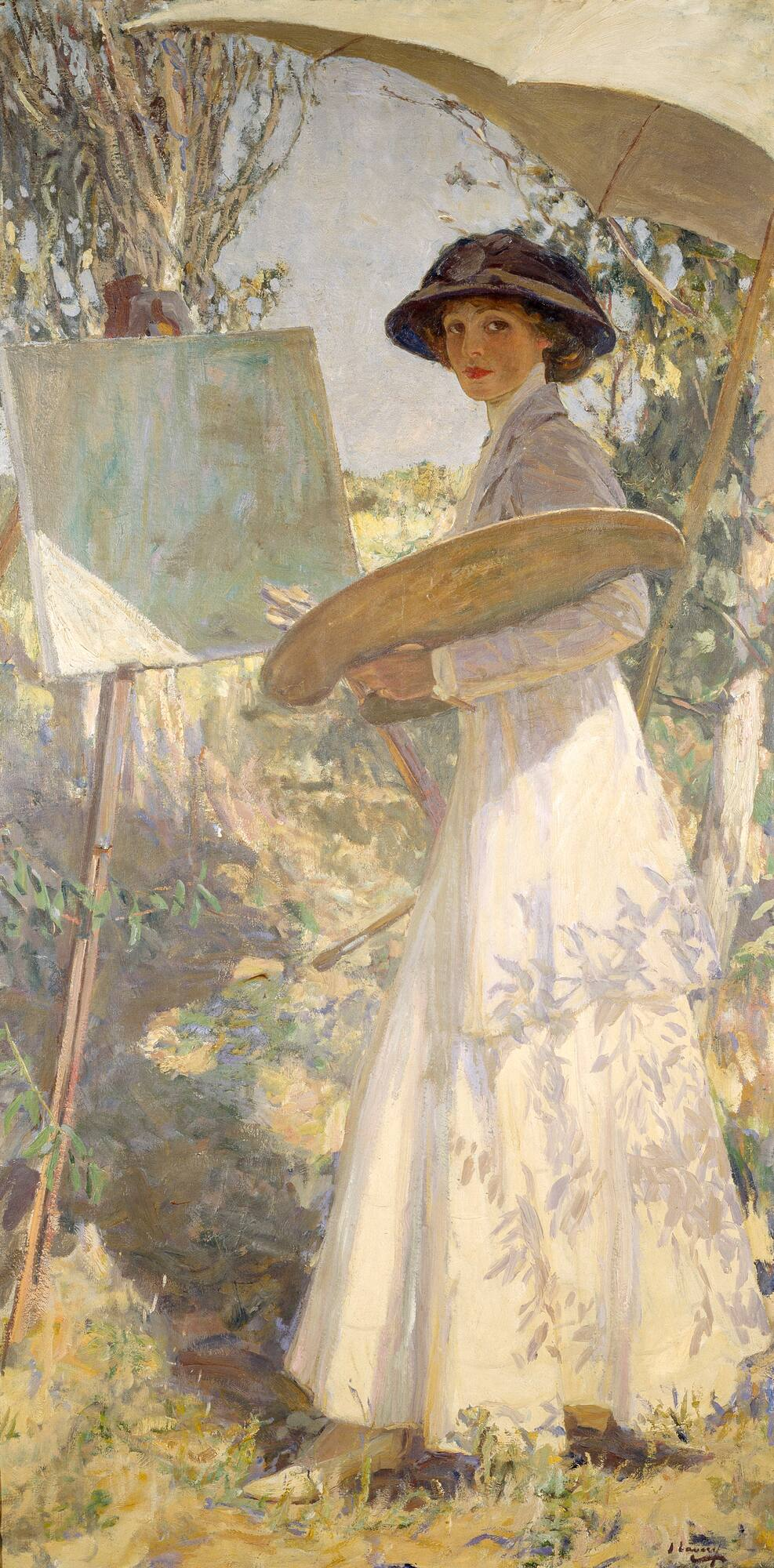
Pani Lavery szkicuje, 1910, National Gallery of Australia

John Lavery (ur. 20 marca 1856 w Belfaście, zm. 10 stycznia 1941 w Kilmoganny w hrabstwie Kilkenny w Irlandii) – irlandzki malarz, portrecista i pejzażysta.

## Życiorys
Studiował kolejno w Glasgow i w Académie Julian w Paryżu, gdzie znalazł się pod wpływem impresjonistów. Po powrocie do Glasgow został wiodącym członkiem nieformalnego stowarzyszenia malarzy Glasgow School. W czasie I wojny światowej działał jako artysta wojenny; jego aktywność w tym okresie przerwał poważny wypadek samochodowy, jakiemu uległ w czasie nalotu niemieckich sterowców. Pod koniec wojny zaangażował się w działania na rzecz niepodległości Irlandii, przyjaźnił się m.in. z politykiem i założycielem IRA Michaelem Collinsem.
John Lavery sławę zdobył jako portrecista, szczególnie kobiet, wystawiał na początku XX wieku we wszystkich większych salonach europejskich. W 1918 r. otrzymał tytuł szlachecki, a 1921 został członkiem Royal Academy of Arts. Był również członkiem Royal Scottish Academy, Royal Hibernian Academy (RHA) oraz licznych akademii sztuk pięknych, m.in. w Rzymie, Mediolanie, Antwerpii, Brukseli i Sztokholmie. Wiele podróżował, odwiedził m.in. Maroko, kilka lat przebywał w Stanach Zjednoczonych. Reprezentatywne zbiory prac artysty posiadają National Portrait Gallery i Tate Gallery w Londynie.